# Mozilla Application Suite
Mozilla Application Suite（原稱Mozilla，簡稱Mozilla Suite）是一個跨平台的互聯網套件。由未被美國線上收購的網景公司發起，基於網景通訊家的源代码。1998年至2003年由Mozilla組織帶頭發展，2003年至2006年由Mozilla基金會維護。Mozilla Suite後來被SeaMonkey取代，SeaMonkey由社群所維謢，基於與Mozilla Application Suite同一原始碼。
Mozilla Suite的元件包括Navigator（網頁瀏覽器）、Mozilla Mail & Newsgroups（電子郵件客戶端）、Mozilla Composer（網頁開發軟體）及ChatZilla（IRC用戶端軟體）。該軟體的程式碼是完全開放的，可在Linux、Windows、Mac OS X下執行。
Netscape 6到Netscape 7版本是基於Mozilla Application Suite所開發。Mozilla Suite最後的官方版本是1.7.13。因為Mozilla基金會將重心轉而開發Firefox和Thunderbird。

## 歷史和發展

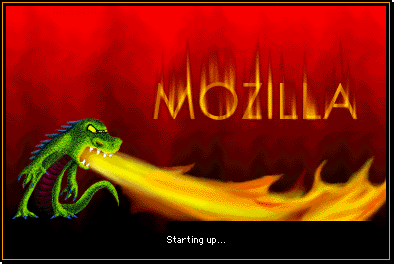
Mac OS 9的Mozilla Application Suite啟動畫面的Mozilla吉祥物

在1998年3月，網景發布了大部分Netscape Communicator中的開放原始碼。該程式的名稱將是Mozilla，由新成立的Mozilla組織在Mozilla.org網站上協調。雖然大部分原本的Communicator程式碼（包括排版引擎和前端相關代碼）被遺棄不久，Mozilla的組織最終成功地開發出一個全功能的網際網路套件，功能、穩定性和標準相容性超越了Communicator。
在美國線上的品牌下，Mozilla組織將繼續開發瀏覽器並管理Mozilla原始碼，直到2003年7月，這項任務被傳遞給Mozilla基金會。該基金會是一個非營利組織，主要由Mozilla組織的開發人員和員工組成，並擁有Mozilla商標（但不包括原始碼的版權，原始碼由個人和公司貢獻者保留）。它最初得到了美國線上、IBM、昇陽電腦、紅帽公司和米奇·卡普爾的捐款。
根據2003年4月2日發布的Mozilla發展路線圖，Mozilla組織計劃將開發工作集中在新的獨立應用程式上：Phoenix（現稱為Mozilla Firefox）和Minotaur（現稱為Mozilla Thunderbird）。為了將套件與獨立產品區分開來，套件在市場上稱作“Mozilla Suite”或更長的“Mozilla Application Suite”。
2005年3月10日，Mozilla基金會宣布，他們不會發布1.7.x以上的官方版本套件。然而，Mozilla基金會強調，它們將為希望繼續開發的社區成員提供基礎架構。實際上，這意味著該套件仍將繼續開發，但不是由Mozilla基金會本身開發。為了避免仍然希望使用Mozilla Suite的一些人混淆，宣布社群開發的新產品將命名為SeaMonkey，版本號從1.0開始。

## 市場反應和計畫結束
自1998年至2004年，Mozilla Suite在全球的佔有率由幾乎沒有提升到約3%。因為基金會把開發重點轉到諸如Firefox和Thunderbird一類的獨立應用程式上，許多新的特色和強化功能不能應用到Mozilla Suite上。自2004年末起，加上社群持續推廣Firefox，把更多使用者拉離Mozilla Suite。Firefox 1.0在2004年末時釋出。Mozilla Suite自1.7.13版以後將不再有官方釋出。到了2008年，Mozilla Suite的占有率大約是0.1%。

## 外部連結
- Mozilla Suite官方網站（页面存档备份，存于）